# Лихота, Тадеуш
Тадеуш Лихота (пол. Tadeusz Lichota; 28 мая 1938, Волковыск) — польский рабочий, диссидент времён ПНР. Участник рабочих протестов в Щецине 1970—1971 годов. Активист движения Солидарность, член Польской социалистической партии труда. Один из организаторов забастовки сопротивления на щецинской судоверфи имени Варского 13 декабря 1981 года. Арестован и осуждён во время военного положения. После освобождения по амнистии эмигрировал в Швецию.

## Активист рабочего протеста
Родился в деревне, расположенной в нынешней Беларуси. Окончил техническое училище. Работать начал в 18 лет — токарем в Щецине. В 1957—1961 годах — металлург в Кросно. Затем вернулся в Щецин и до 1974 года с небольшим перерывом работал на судоверфи имени Варского. (Короткий период в 1967—1968 годах был автомехаником в частном гараже.)
Тадеуш Лихота был резко оппозиционно настроен к коммунистическому режиму ПНР. В декабре 1970 года он принял активное участие в массовых рабочих протестах в Щецине. В январе 1971 года присоединился к забастовочному движению, возглавленному Эдмундом Балукой. Находился под наблюдением госбезопасности. Вскоре после вынужденной эмиграции Балуки, в 1974 году Лихота вынужден был уволиться с судоверфи. Работал в сфере услуг, на верфь вернулся только в 1980 году.

## В «Солидарности». Сопротивление, арест, заключение
В августе 1980 года Тадеуш Лихота активно включился в забастовочное движение. Был одним из лидеров Солидарности в Щецине, соратником Мариана Юрчика. Участвовал в I съезде «Солидарности». Профсоюзная организация судоверфи имени Варского занимала радикальные позиции в противостоянии с ПОРП, выступала против компромиссов с правительством ПНР, требовала передачи всей полноты власти Общественному совету народного хозяйства — представительному органу трудовых коллективов.
Наряду с профдвижением, Лихота являлся одним из ведущих активистов нелегальной Польской социалистической партии труда (PSPP), лидером которой являлся Эдмунд Балука.
В первые дни военного положения, 13—15 декабря 1981 года, Тадеуш Лихота был среди организаторов забастовки на судоверфи имени Варского. Подавление осуществлялось вооружённой силой с применением бронетехники. Лихота был арестован и предстал перед судом ускоренной процедуры. Был приговорён к 3 годам 6 месяцам заключения. Рассматривался госбезопасностью и военной юстицией как один из руководителей антигосударственной PSPP.

## Освобождение и эмиграция
В 1984 году Тадеуш Лихота был освобождён по амнистии. Сотрудничал с подпольем, распространял нелегальные издания KOS, Tygodnik Mazowsze, Grot. Неоднократно задерживался милицией и госбезопасностью.
В 1985 году Лихота эмигрировал в Швецию. Работал токарем. В отличие от Эдмунда Балуки, после 1989 года в Польшу на постоянное жительство не вернулся. С 2003 года Тадеуш Лихота на пенсии.